# اینرسیس
اینرسیس (انگلیسی: EnerSys) شرکت قطعات خودروی آمریکایی است، که در سال ۱۹۹۹ تأسیس شد.